# Granica brazylijsko-peruwiańska
Granica brazylijsko-peruwiańska to granica międzypaństwowa, ciągnąca się na długości 2995,3 km od trójstyku z Kolumbią na północy do trójstyku z Boliwią na południu.
Granica brazylijsko-peruwiańska na odcinku 2003,1 km oparta jest na korytach rzek: Javari, Breu, Santa Rosa, Acre.